# Jerzy Krasucki
Jerzy Krasucki (ur. 19 maja 1942 w Bytomiu) – polski piłkarz grający na pozycji napastnika. Brat Stanisława.

## Kariera piłkarska
Jerzy Krasucki karierę sportową rozpoczął w 1958 roku w Polonii Bytom, gdzie grał wraz ze swoim bratem Stanisławem i z którą zdobył dwukrotnie wicemistrzostwo Polski (1958, 1959). Występowali razem również w Pogoni Szczecin, gdy Jerzy Krasucki w 1961 roku przeniósł się do drużyny Portowców. Następnie reprezentował barwy: Zawiszy Bydgoszcz (1964-1965), ponownie Polonii Bytom (1965-1966 - 3. miejsce w lidze w sezonie 1966), Gwardii Warszawa (1967-1970) i Szombierek Bytom (1970-1972), gdzie zakończył karierę sportową.

## Sukcesy
- Wicemistrzostwo Polski: 1958, 1959
- Brązowy medal Mistrzostw Polski: 1966